# Société astronomique de France

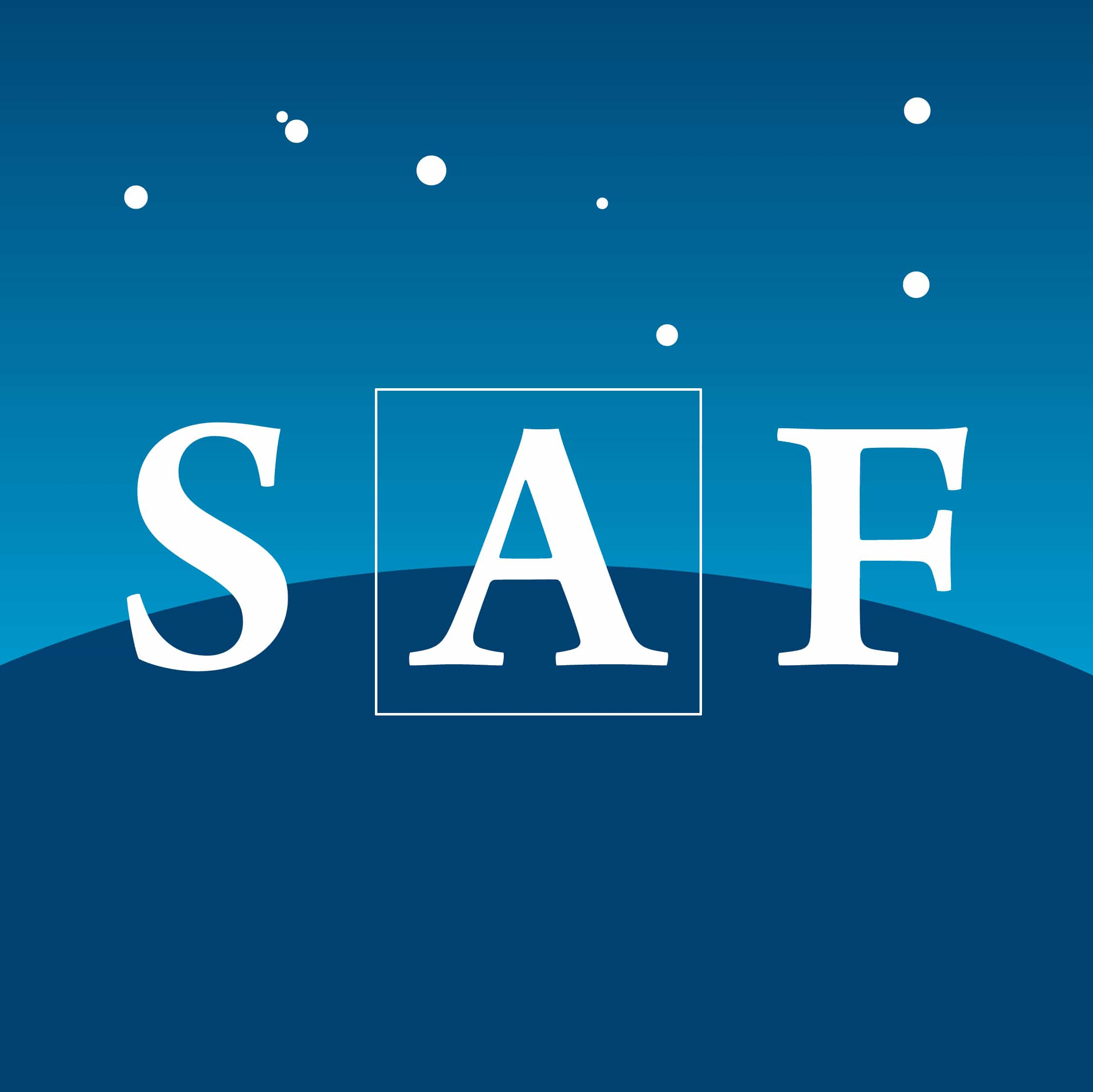
Société astronomique de France

Die Société astronomique de France (deutsch: Astronomische Gesellschaft Frankreichs), abgekürzt SAF, ist eine Non-Profit-Organisation. Sie wurde 1887 von Camille Flammarion gegründet und verfolgt das Ziel, die Entwicklung und Anwendung der Astronomie zu fördern. Ihre anerkannte Gemeinnützigkeit besteht seit dem 4. April 1897.

## Geschichte und Aktivitäten
Die SAF bietet allgemein zugängliche, monatliche Konferenzen und Einführungsnachmittage in den Räumlichkeiten ihres Hauptsitzes, der sich seit 1974 in der Beethovenstraße 3 in Paris (3 rue Beethoven, 75016 Paris) befindet. Sie wurde zunächst im Gästehaus der Pariser Gelehrtengesellschaft (29 rue Serpente) gegründet und war danach in einem Saal des Hauses der Chemie (rue Saint-Dominique) untergebracht. Die SAF zählt zwölf Fachabteilungen. Sie bietet die Möglichkeit, etwa im Stadtkern von Paris in der Kuppel des Observatoire de la Sorbonne (dort befinden sich auch die optischen Labore) oder am Observatoire de Juvisy-sur-Orge in Juvisy-sur-Orge, spektakuläre, astronomische Ereignisse zu entdecken.
Jeden Sommer werden die „Astro Ciel Treffen“ organisiert, bei denen sich mehr als zweihundert Hobby-Astronomen für zwei oder drei Wochen unter dem Sternenhimmel der Haute-Provence treffen.

## Präsidenten
Bis heute (2024) hatte die Gesellschaft 50 Präsidenten, meistenteils bekannte Persönlichkeiten aus der Astronomie oder verwandten Fachrichtungen. Zirka die Hälfte der Präsidenten (28) waren Astronomen, gefolgt von elf Physikern und zehn weiteren Berufen, Ingenieuren, einem Mediziner, zwei Generälen, einem Prinzen, einem Schriftsteller und einem Historiker.
| No. | Name                       | Beruf                                                     | Jahre     |
| --- | -------------------------- | --------------------------------------------------------- | --------- |
| 1   | Camille Flammarion         | Gründer SAF, Astronom, Autor                              | 1887–1889 |
| 2   | Hervé Faye                 | Astronom                                                  | 1889–1891 |
| 3   | Anatole Bouquet de La Grye | Hydrograph, Geograph                                      | 1892–1893 |
| 4   | Félix Tisserand            | Astronom                                                  | 1893–1895 |
| 5   | Jules Janssen              | Astronom                                                  | 1895–1897 |
| 6   | Alfred Cornu               | Physiker                                                  | 1897–1899 |
| 7   | Octave Callandreau         | Physiker                                                  | 1899–1901 |
| 8   | Henri Poincaré             | Mathematiker, Physiker, Ingenieur, Wissenschaftsphilosoph | 1901–1903 |
| 9   | Gabriel Lippmann           | Physiker, Erfinder                                        | 1903–1904 |
| 10  | Chrétien Édouard Caspari   | Astronom, Hydrograph                                      | 1905–1907 |
| 11  | Henri-Alexandre Deslandres | Astronom                                                  | 1907–1909 |
| 12  | Benjamin Baillaud          | Astronom                                                  | 1909–1911 |
| 13  | Pierre Puiseux             | Astronom                                                  | 1911–1913 |
| 14  | Aymar de la Baume Pluvinel | Astronom                                                  | 1913–1919 |
| 15  | Paul Émile Appell          | Mathematiker                                              | 1919–1921 |
| 16  | Roland Bonaparte           | Französischer Prinz, Präsident Société de Géographie      | 1921–1923 |
| 17  | Charles Lallemand          | Geophysiker                                               | 1923–1925 |
| 18  | Gustave-Auguste Ferrié     | Radiopionier, Armeegeneral                                | 1925–1927 |
| 19  | Eugène Fichot              | Hydrograph                                                | 1927–1929 |
| 20  | Georges Perrier            | Armeegeneral, Präsident der Société de Géographie         | 1929–1931 |
| 21  | Charles Fabry              | Physiker                                                  | 1931–1933 |
| 22  | Ernest Esclangon           | Astronom, Mathematiker                                    | 1933–1935 |
| 23  | Jules Baillaud             | Astronom                                                  | 1935–1937 |
| 24  | Charles Maurain            | Geophysiker                                               | 1937–1939 |
| 25  | Fernand Baldet             | Astronom                                                  | 1939–1945 |
| 26  | Bernard Lyot               | Astronom                                                  | 1945–1947 |
| 27  | André-Louis Danjon         | Astronom                                                  | 1947–1949 |
| 28  | Lucien d’Azambuja          | Astronom                                                  | 1949–1951 |
| 29  | Jean Cabannes              | Physiker                                                  | 1951–1953 |
| 30  | Pierre Chevenard           | Bergwerksingenieur                                        | 1953–1955 |
| 31  | André Couder               | Astronom, Feinoptiker                                     | 1955–1957 |
| 32  | Albert Perard              | Physiker, Meteorologe                                     | 1957–1958 |
| 33  | Jean Coulomb               | Geophysiker, Mathematiker                                 | 1958–1960 |
| 34  | André Lallemand            | Astronom                                                  | 1960–1962 |
| 35  | André-Louis Danjon         | Astronom                                                  | 1962–1964 |
| 36  | Pierre Tardi               | Astronom                                                  | 1964–1966 |
| 37  | Jean Rösch                 | Astronom                                                  | 1966–1970 |
| 38  | Jean Kovalevsky            | Astronom                                                  | 1970–1973 |
| 39  | Jean-Claude Pecker         | Astronom                                                  | 1973–1976 |
| 40  | Bruno Morando              | Astronom                                                  | 1976–1979 |
| 41  | Audouin Dollfus            | Astronom                                                  | 1979–1981 |
| 42  | Jacques Boulon             | Astronom                                                  | 1981–1984 |
| 43  | Paul Simon                 | Astronom                                                  | 1984–1987 |
| 44  | Philippe de la Cotardière  | Schriftsteller, Wissenschaftsjournalist                   | 1987–1993 |
| 45  | Jean-Claude Ribes          | Astronom                                                  | 1993–1997 |
| 46  | Roger Ferlet               | Astrophysiker                                             | 1997–2001 |
| 47  | Patrick Guibert            | Ingenieur                                                 | 2001–2005 |
| 48  | Philippe Morel             | Mediziner                                                 | 2005–2014 |
| 49  | Patrick Baradeau           | Historiker, Herausgeber                                   | 2014–2021 |
| 50  | Sylvain Bouley             | Planetologe                                               | 2021–2025 |
| 51  | Roland Lehoucq             | Astrophysiker                                             | 2025–     |

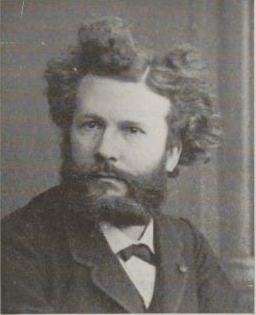
No. 1 — Camille Flammarion
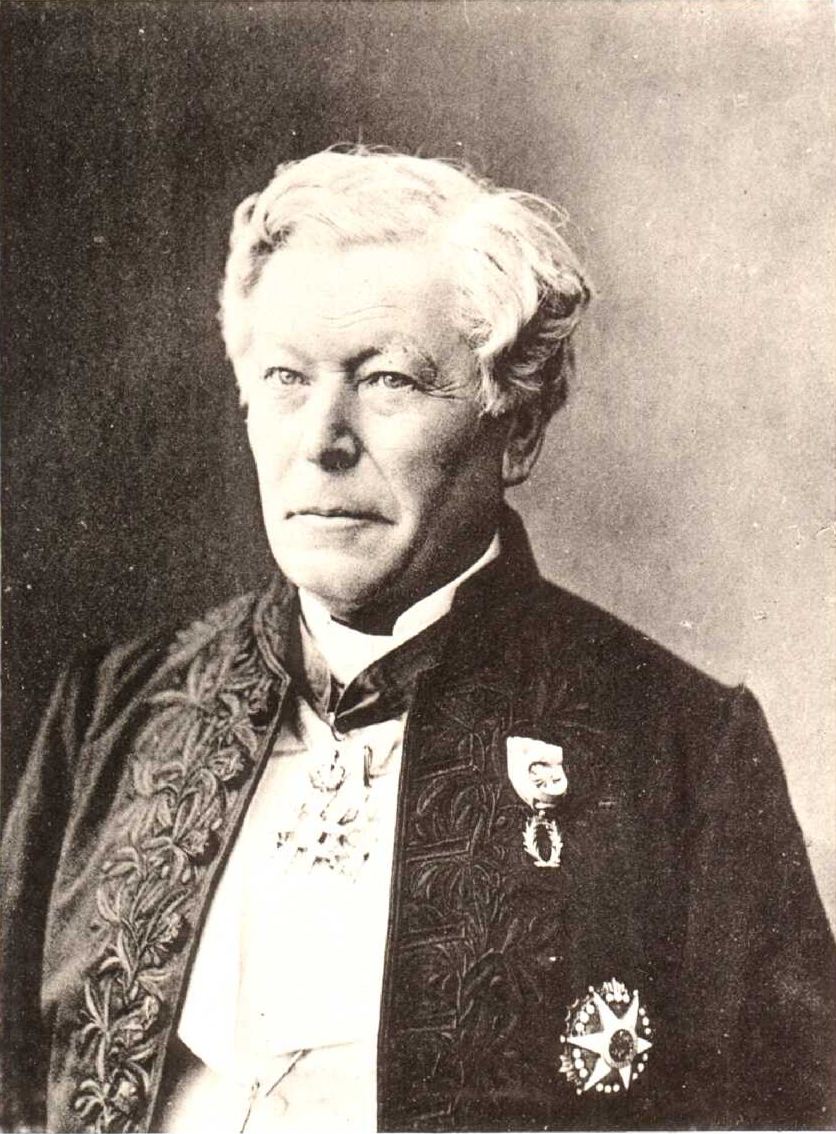
No. 2 — Hervé Faye
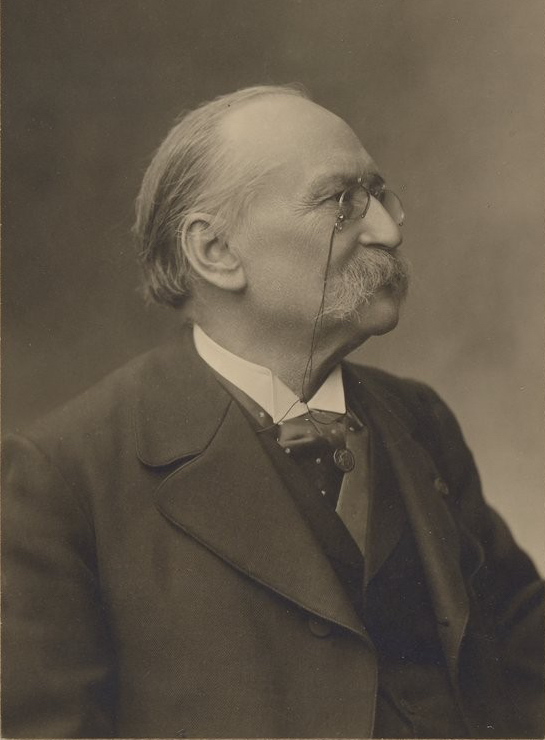
No. 3 — Anatole Bouquet de la Grye
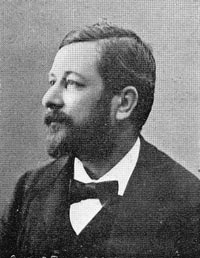
No. 4 — Félix Tisserand
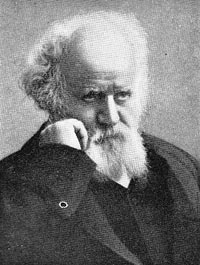
No. 5 — Jules Janssen
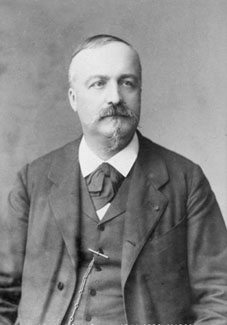
No. 6 — Alfred Cornu
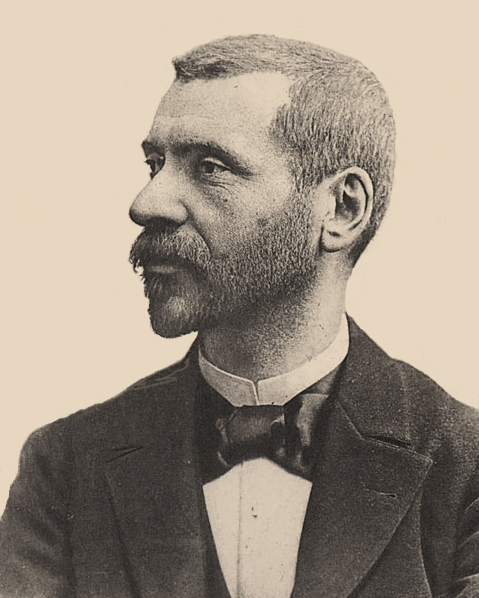
No. 7 — Octave Callandreau
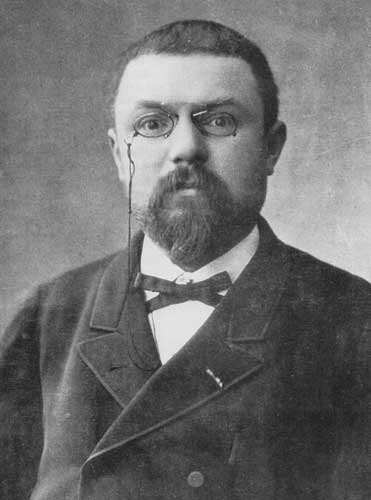
No. 8 — Henri Poincaré
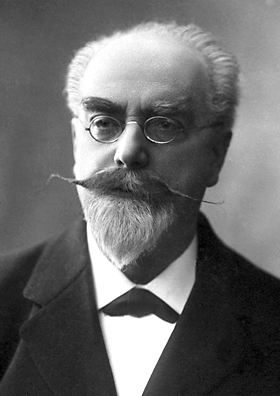
No. 9 — Gabriel Lippmann
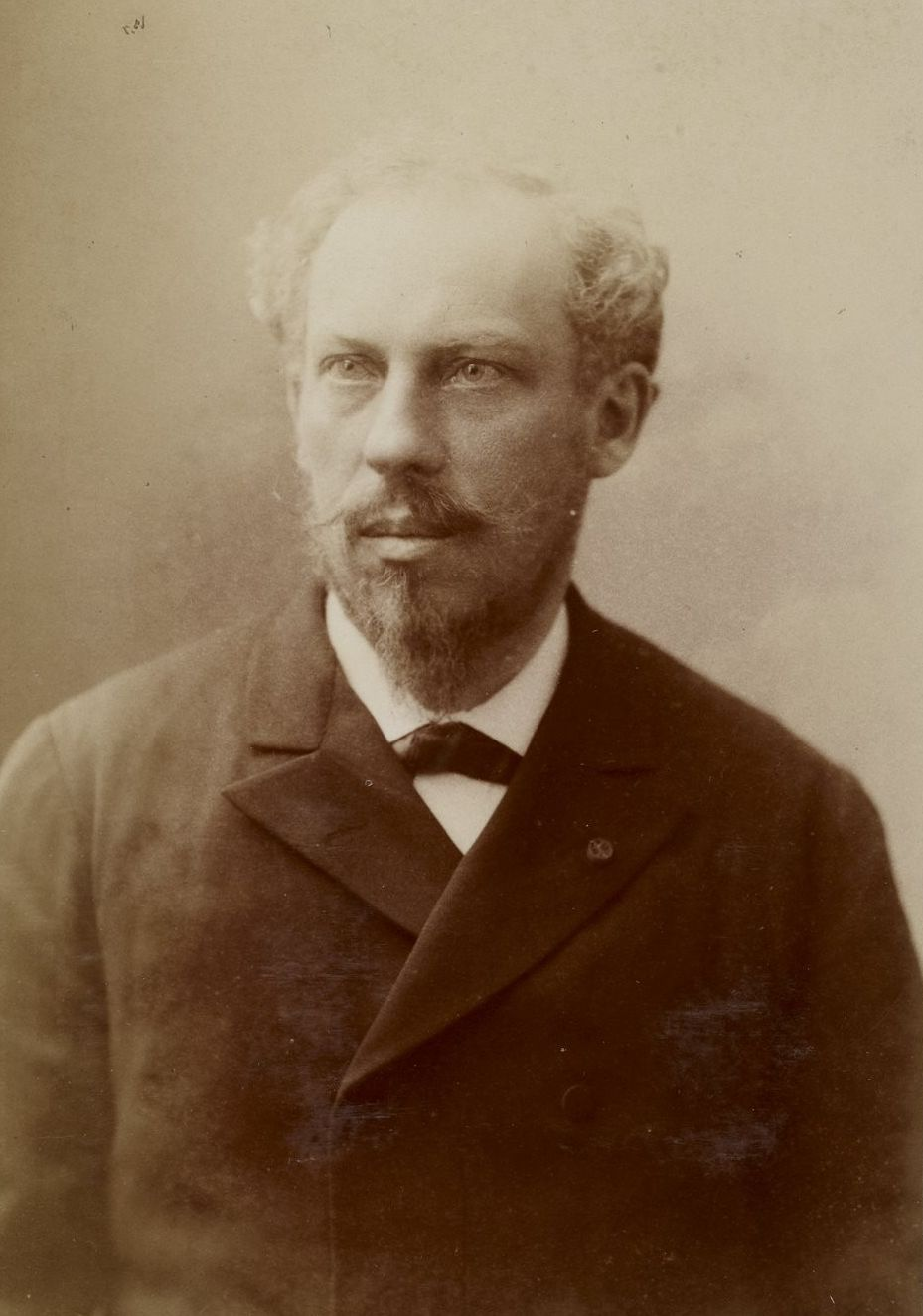
No. 10 — Chrétien Édouard Caspari
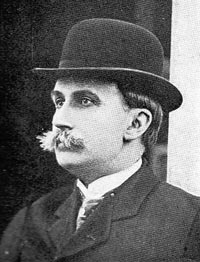
No. 11 — Henri-Alexandre Deslandres
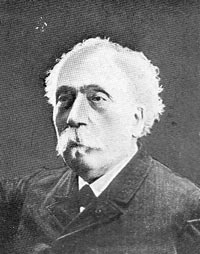
No. 12 — Benjamin Baillaud
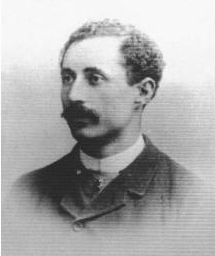
No. 13 — Pierre Puiseux
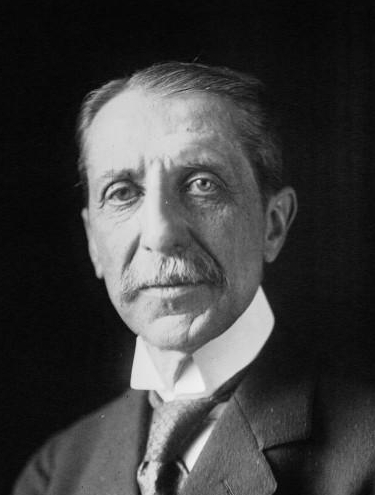
No. 14 — Aymar de la Baume Pluvinel
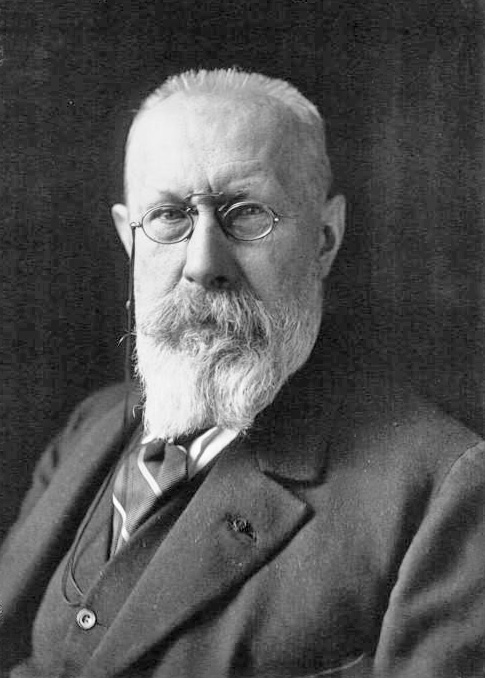
No. 15 — Paul Émile Appell
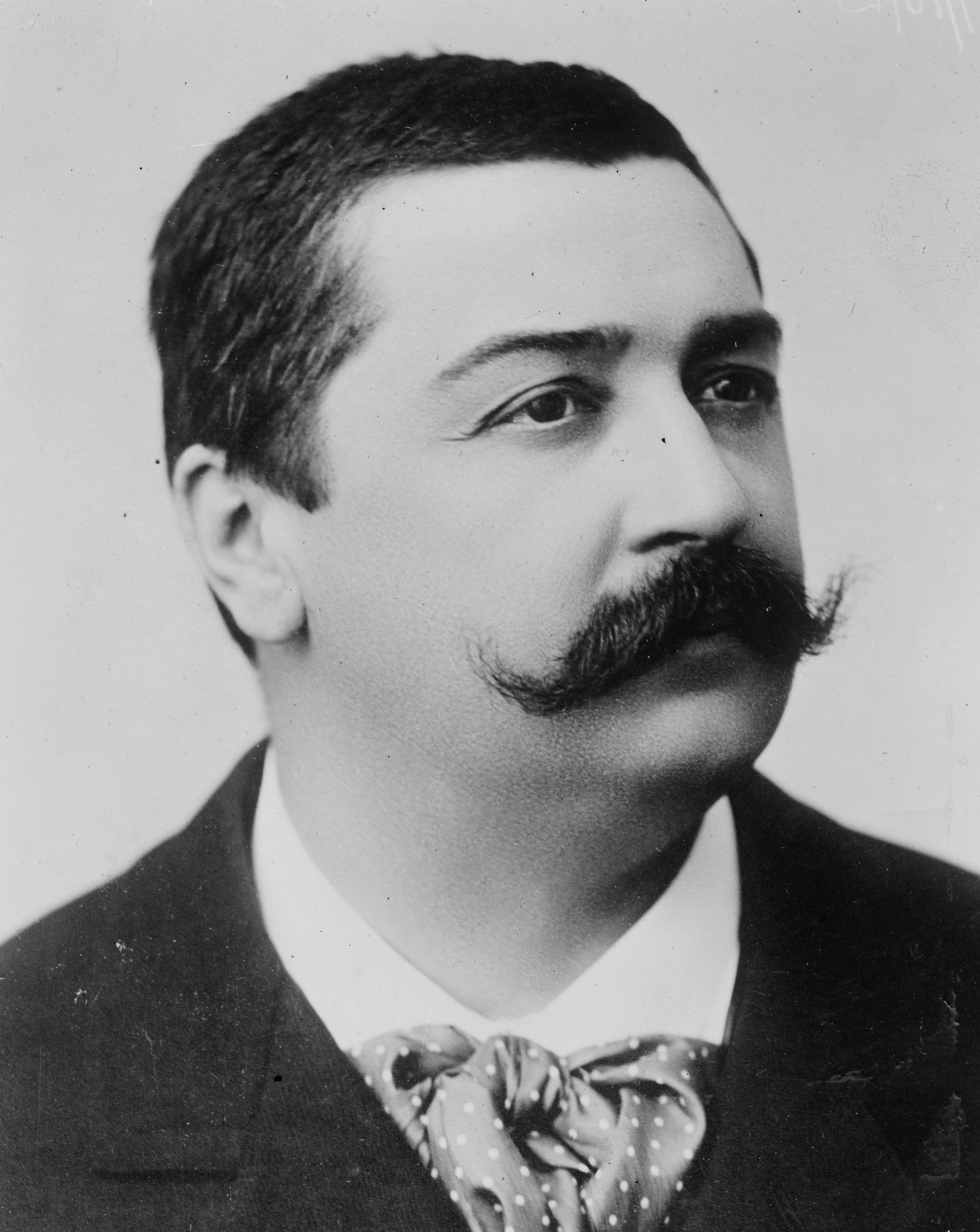
No. 16 — Roland Bonaparte
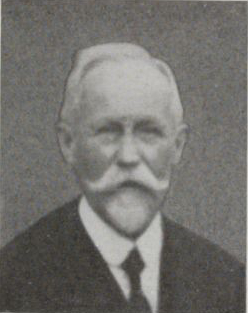
No. 17 — Charles Lallemand
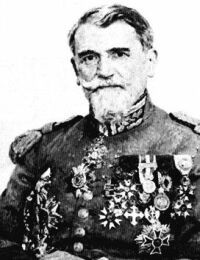
No. 18 — Gustave-Auguste Ferrié
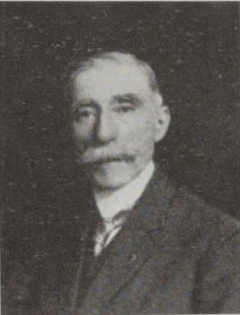
No. 19 — Eugène Fichot
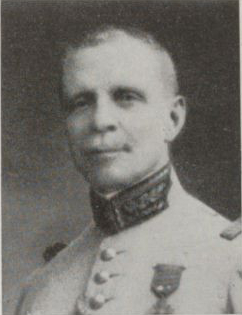
No. 20 — Georges Perrier
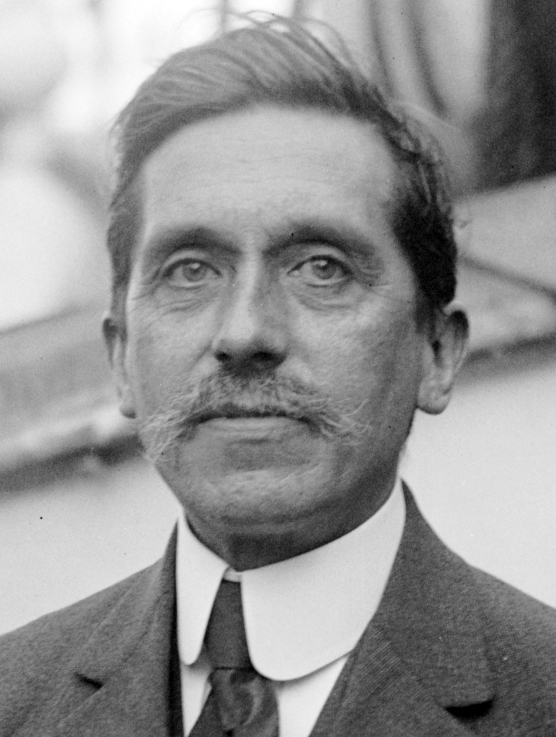
No. 21 — Charles Fabry
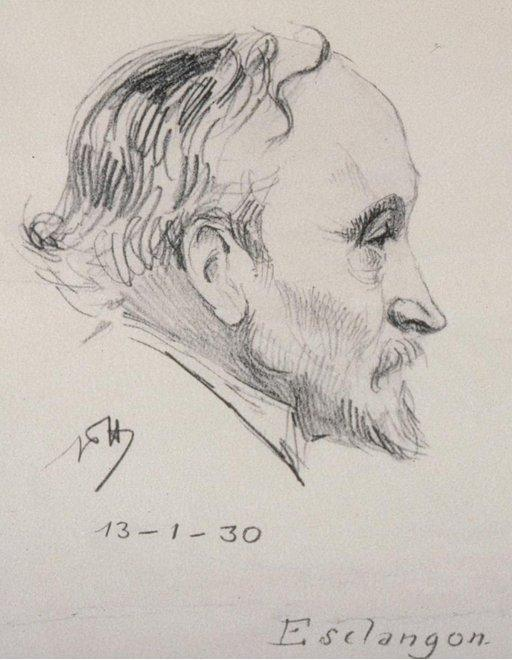
No. 22 — Ernest Esclangon
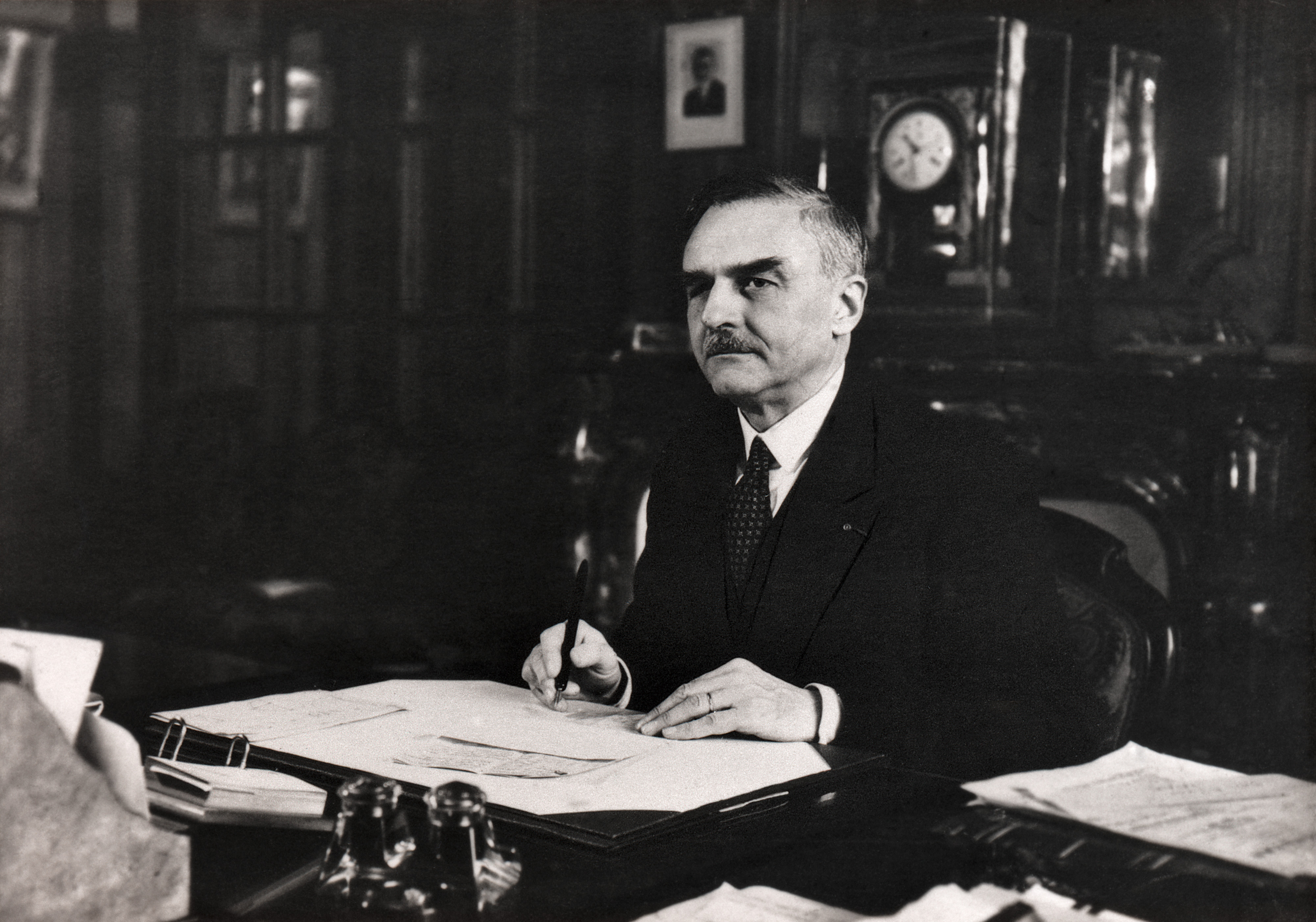
No. 27 – André-Louis Danjon
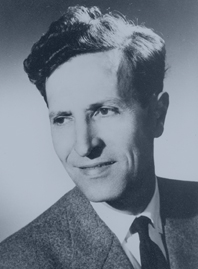
No. 33 — Jean Coulomb
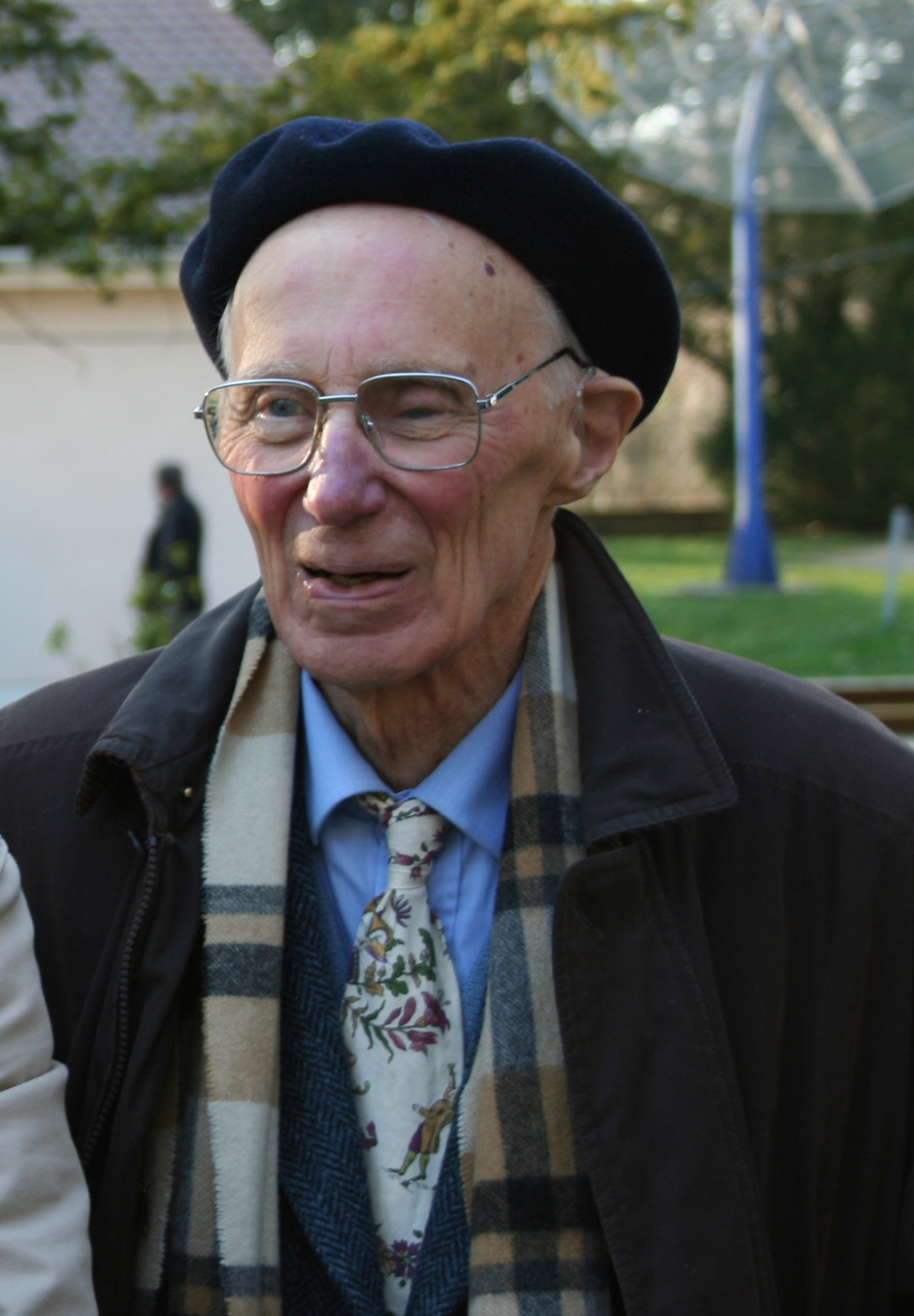
No. 41 – Audouin Dollfus
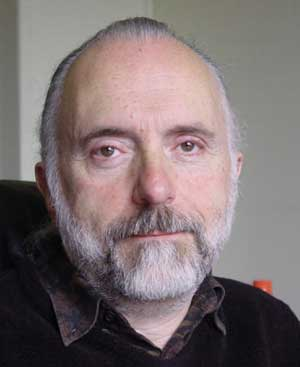
No. 46 - Roger Ferlet

## Publikationen

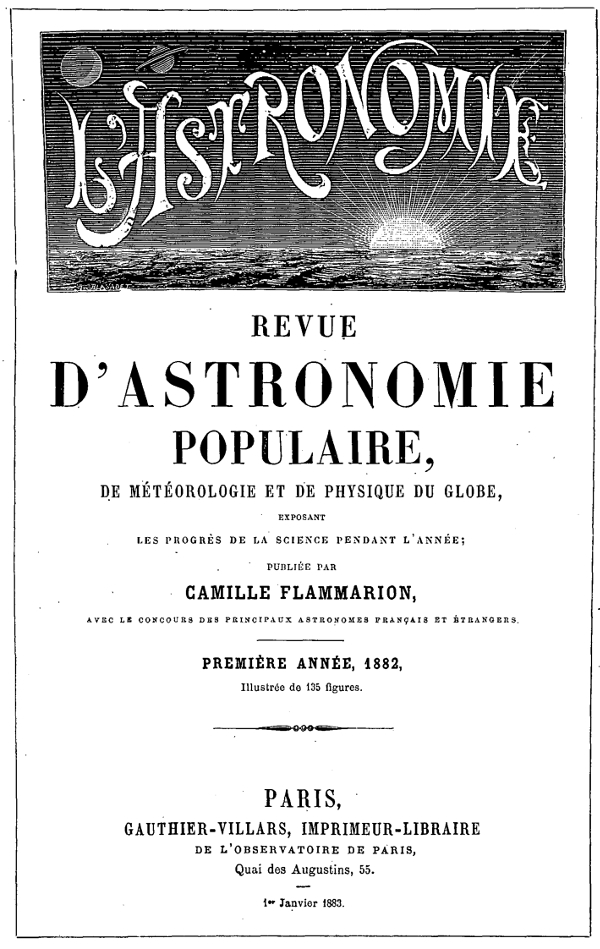
Die erste Ausgabe des Magazins L’Astronomie (1882)

Die Gesellschaft veröffentlicht die monatlich erscheinende Zeitschrift L’Astronomie, erhältlich an Kiosken oder per Abonnement. Sie veröffentlicht auch die Zeitschrift „Observations et Travaux“, die sich mit den von ihren Mitgliedern angewandten Techniken und erzielten Ergebnissen befasst.
Die heutige Zeitschrift l’Astronomie ist aus einer Reihe von mit der SAF verbundenen Zeitschriften hervorgegangen. Das erste von Camille Flammarion herausgegebene Heft datiert drei Jahre vor der Gründung der SAF.
- l’Astronomie, revue mensuelle d’astronomie populaire (1882–1894)
- Bulletin de la Société astronomique de France (1887–1910)
- l’Astronomie : revue mensuelle d’astronomie, de météorologie et de physique du globe et bulletin de la Société astronomique de France (1911–)

## Fachabteilungen
Die Gesellschaft ist thematisch in Fachabteilungen organisiert, die speziell auf den Gebieten der theoretischen und praktischen Astronomie tätig sind. Es folgt die Liste der Kommissionen (in Klammern die deutschen Begriffe)
- La commission des Cadrans solaires (Sonnenuhren)
- La commission des Comètes (Kometen)
- La commission Cosmologie (Kosmologie)
- La commission des Étoiles doubles (Doppelsterne)
- La commission Histoire (Geschichte)
- La commission des Instruments (Instrumente)
- La commission Météores - Météorites – Impactisme (Meteore – Meteoriten - Einschlagkrater)
- La commission des Observations planétaires (Planetenbeobachtungen)
- La commission de Planétologie (Planetologie)
- La commission Radioastronomie (Radioastronomie)
- La commission Soleil (Sonne)
- La commission Astronautique et techniques spatiales (Astronautik und Weltraumtechnik)

## Auszeichnungen
Die Gesellschaft verleiht Preise und Auszeichnungen an Mitglieder oder bedeutende Persönlichkeiten aus der Welt der astronomischen und astrophysikalischen Forschung.
Einige dieser Auszeichnungen sind seit vielen Jahren nicht mehr vergeben worden und sind hier nur von historischem Interesse.
| Preis                                         | Zielsetzung | Häufigkeit                                                                  | Vergeben         |
| --------------------------------------------- | --- | --------------------------------------------------------------------------- | ---------------- |
| Prix Jules Janssen                            | Dieser internationale Preis wird abwechselnd an einen französischen und einen ausländischen Astronomen verliehen und würdigt dessen wissenschaftliche Arbeit bzw. Beitrag zur Verbreitung der astronomischen Wissenschaften. Der Preis wurde von Jules Janssen begründet.       | jährlich                                                                    | seit 1896        |
| Prix international d'astronautique            | Dieser Preis würdigt wichtige Fortschritte in Fragen der interstellaren Navigation oder Astronautik. Die Auszeichnung wurde von Robert Esnault-Pelterie und André Louis-Hirsch begründet. Bis 1939 trug die Auszeichnung auch den Namen Prix REP-Hirsch                         | nach Anlass, seit 2019 jährlich                                             | 1929–1939; 2019- |
| Prix des Dames                                | Für besondere Verdienste um die SAF. Der Preis wurde von Sylvie Camille Flammarion und einer Gruppe weiblicher Mitglieder der SAF initiiert. | jährlich                                                                    | seit 1896        |
| Prix Maurice Ballot                           | Dieser Preis wird auf Vorschlag des Sorbonne-Komitees an ein Mitglied, das regelmäßig an einem SAF-Observatorium gearbeitet hat, verliehen. - Der Preis wurde vom SAF-Bibliothekar Maurice Ballot gestiftet.                                                                    | nach Anlass                                                                 | 1921–            |
| Prix Georges Bidault de l’Isle                | Der Preis wird für die Ermunterung junger Menschen, sich für Astronomie oder Meteorologie zu interessieren, verliehen. Vor 1956 war er als Prix de l’Observatoire de la Guette bekannt.                                                                                         | jährlich                                                                    | 1925–            |
| Prix Henry Rey                                | Jährlich wird eine Silbermedaille für eine wichtige astronomische Arbeit verliehen. Der Preis geht auf ein von Henry Rey de Marseille hinterlassenes Vermögen zurück. | jährlich                                                                    | seit 1926        |
| Prix Gabrielle et Camille Flammarion          | Der Preis würdigt bedeutende Entdeckungen oder Fortschritte in der Astronomie oder einer verwandten Wissenschaft und unterstützt einen unabhängigen Forscher oder einen jungen Forscher beim Eintritt in die Astronomie.                                                        | jährlich                                                                    | seit 1930        |
| Prix Dorothea Klumpke - Isaac Roberts         | Der Preis ist der Erforschung der diffusen Nebel von Herschel, dunklen Objekten von Barnard und kosmischer Nebel von Hagen gewidmet.- Dieser zweijährliche Preis wurde von Dorothea Klumpke Roberts als Gedenken an ihren verstorbenen Ehemann Isaac Roberts ins Leben gerufen. | zweijährlich, seit 1946 in geraden Jahren                                   | 1931–            |
| Prix Marcel Moye                              | Diese Auszeichnung wird für beste Beobachtungen an ein Mitglied vergeben, das nicht älter als 25 Jahre ist. | jährlich                                                                    | seit 1946        |
| Prix Marius Jacquemetton                      | Für eine bemerkenswerte astronomische Leistung sowohl im Bereich der Verbreitung als auch in der Praxis der Amateurastronomie. | jährlich                                                                    | seit 1947        |
| Prix Viennet - Damien                         | Für die Herstellung eines besonderen optischen Gerätes oder für Arbeiten in diesem Bereich der Astronomie. | In ungeraden Jahren im Wechsel mit dem Prix Dorothea Klumpke-Isaac Roberts. | 1949–            |
| Prix Julien Saget                             | Für Autoren, die durch astronomische Bilder auf sich aufmerksam gemacht haben. | jährlich                                                                    | seit 1969        |
| Prix Edmond Girard                            | Zur Unterstützung einer angehenden Berufung oder von wissenschaftlichen Arbeiten eines Beobachters am Observatoire de Juvisy-sur-Orge; ansonsten an jede andere würdige Person.                                                                                                 | jährlich                                                                    | 1974–            |
| Prix Camus - Waitz                            | Zum Gedenken an Jacques Camus und Michel Waitz. | in ungeraden Jahren                                                         | bis heute        |
| Prix Marguerite Clerc                         | Die Verleihung ist dem Rat der SAF vorbehalten. | in geraden Jahren                                                           | bis heute        |
| Prix Alexandre Ananoff                        | Der Preis soll einen Amateur würdigen, der nach dem Vorbild zahlreicher Initiativen des Pioniers französischer Astronautik Alexandre Ananoff der breiten Öffentlichkeit die Weltraumkultur nähergebracht hat.                                                                   | nach Anlass                                                                 | seit 2015        |
| Médaille Commémorative                        | Diese Medaille wird einem Mitglied zuerkannt, das in den letzten drei Jahren eine große Zahl Mitgliedschaften erbringen konnte. Die Präsidiumsmitglieder und Preisträger vergangener Jahre sind ausgeschlossen.                                                                 | jährlich                                                                    | 1901–            |
| Médaille des soixante ans                     | Die „60-Jahre-Medaille“ der Manley-Bendall-Stiftung wird an Mitglieder verliehen, die seit 60 Jahren bei der SAF tätig sind. | nach Anlass                                                                 | bis heute        |
| Plaquette du Centenaire de Camille Flammarion | Würdigung früherer oder andauernder Verdienste um die SAF. | jährlich                                                                    | 1956–            |

Der Medailleur Alphée Dubois (1831–1905) hat mehrere Medaillen für die SAF kreiert, nämlich 1887 die Medaille der Gesellschaft „la Nuit étoilée“., 1896 die Medaille des Prix des Dames, 1896 die Medaille des Prix Janssen und die Gedenkmedaille der Gesellschaft.

## Der Asteroid (4162) SAF
Der von André Patry am Observatoire de Nice am 24. November 1940 entdeckte Asteroid (4162) SAF wurde auf Vorschlag von Michel-Alain Combes am 1. September 1993 zu Ehren der SAF benannt.